# Comano (Toskana)
Comano ist eine italienische Gemeinde mit 666 Einwohnern (Stand 31. Dezember 2023) in der Provinz Massa-Carrara in der Toskana. Die Gemeinde liegt etwa 40 Kilometer nördlich der Provinzhauptstadt Massa.

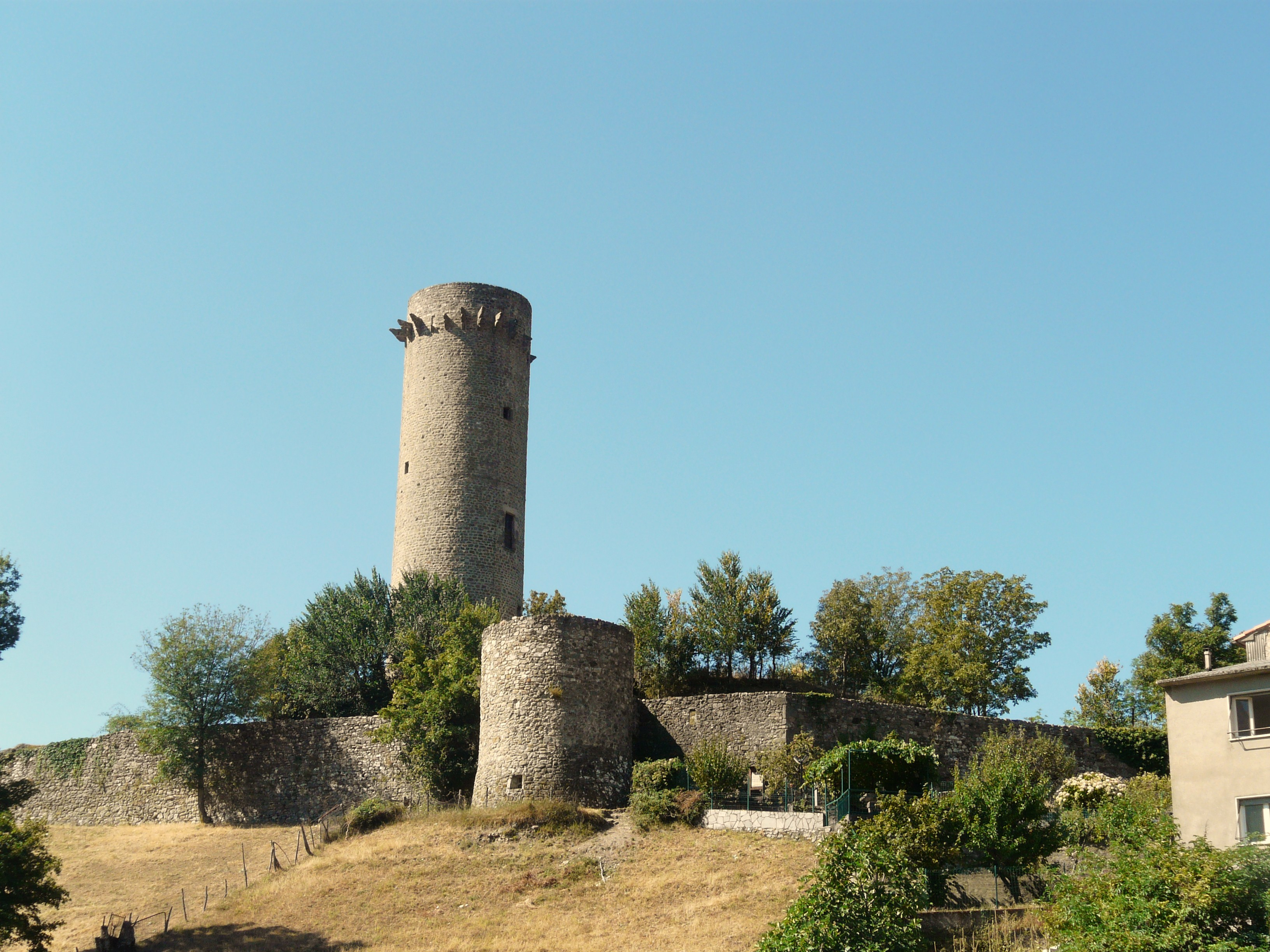
Das Castello von Comano

In Comano gibt es ein Schloss, das König Hugo 938 erbauen ließ und seiner Frau schenkte. In dem Schloss wohnten die Gräfin Matilde und Castruccio Castracani. Von dem Schloss sind heute nur noch Ruinen übrig.